# Silentium
Silentium – fiński zespół gothic metalowy założony w 1995, w mieście Jämsänkoski. W 1999 grupa podpisała kontrakt z fińską wytwórnią płytową Spikefarm, po czym, jeszcze w tym samym roku ukazał się pierwszy album Silentium Infinita Plango Vulnera. W 2005 zespół zmienił wytwórnię płytową na Dynamic Arts Records. Najnowszy, czwarty już album w dorobku grupy Seducia ukazał się w 2006.

## Muzycy

### Obecny skład zespołu
- Riina Rinkinen - śpiew (ex-Caledonian)
- Juha Lehtioksa - gitara
- Toni Lahtinen - gitara
- Matti Aikio - gitara basowa, śpiew
- Jari Ojala - perkusja
- Sami Boman - instrumenty klawiszowe, śpiew
- Elias Kahila - wiolonczela

### Byli członkowie zespołu
- Tiina Lehvonen - śpiew
- Maija Turunen - śpiew
- Janne Ojala - perkusja
- Jani Laaksonen - skrzypce
- Anna Ilveskoski - śpiew

## Dyskografia

### Albumy
- Infinita Plango Vulnera (1999)
- Altum (2001)
- Sufferion - Hamartia of Prudence (2003)
- Seducia (2006)
- Amortean (2008)

### Mini-albumy
- SI.VM E.T A.V.VM (2001)

### Single
- Frostnight (2005)